# Henrik II. Sveti
Henrik, vzhodnofrankovski (nemški) kralj (kot II.), cesar Svetega rimskega cesarstva, bavarski vojvoda (kot IV.), italijanski kralj, Sveti, * 6. maj 973, Abbach, † 13. julij 1024, Grona pri Göttingenu.
Henrik, zadnji vladar iz dinastije Liudolfincev, ni okleval, ko se mu je po zgodnji smrti cesarja Otona III. ponudila priložnost, da na prestolu nasledi svojega pradeda Henrika I. Čeprav je bil vzgojen za duhovnika, je vztrajno potoval po nemških deželah in politično spretno, eno za drugo, pridobil zase vse pokrajine. Po zasedbi prestola (1002) mu ni zmanjkalo nasprotnikov. Na severovzhodu se je interes nemškega kraljestva križal s prizadevanji poljskega kneza Boleslava I. Hrabrega, da ustvari močno poljsko državo. V Italiji se je ivrejski grof Arduin v času brezvladja oklical za kralja severne Italije. V Rimu patricijska družina Crescenzijev ni več priznavala nemške nadvlade in je postavljala papeže po svoji izbiri. Težave so bile tudi z ženinimi luksemburškimi sorodniki. Henrik je tako skoraj ves čas vladanja krožil z vojsko med Poljsko, Flandrijo in Italijo. Proti Boleslavu Hrabremu ni uspel, posrečilo pa se mu je ponovno vzpostaviti cesarsko suverenost nad Italijo in postaviti svojega papeža Benedikta VIII., ki ga je kronal za cesarja. V notranji politiki so bile vse njegove poteze usmerjene v centralizacijo kraljeve oblasti. Še bolj kot predhodniki, se je opiral na cerkvene kneževine, na čelo katerih je postavljal svoje pristaše. Spodbujal je začetke reforme samostanov. Leta 1007 je ustanovil bogato škofijo Bamberg; hvaležnost menihov mu je leta 1146 prinesla posvetitev v svetnika.

## Mladost
Henrik je bil pravnuk prvega saškega vzhodnofrankovskega kralja Henrika I., vendar ne v veji vladajočih kraljev in cesarjev (zaporedje treh Otonov), ampak v vzporedni (mlajši) družinski veji bavarskih vojvod (zaporedje Henrikov). Njegov praded (kralj Henrik I.) je, drugače kot njegovi frankovski predhodniki, zapustil kraljevino (nerazdeljeno) samo enemu sinu, starejšemu Otonu I. Mlajši sin, Henrikov ded Henrik I. Bavarski, se s tem ni mogel sprijazniti in se je dolgo bojeval s svojim starejšim bratom, da bi si zagotovil večji delež oblasti. Enako je počel njegov sin, Henrikov oče Henrik II. Bavarski – Prepirljivec, zaradi česar ga je dal njegov bratranec, cesar Oton II., zapreti, najprej v kraljevi grad (pfalco) v Ingelsheimu in kasneje v Utrecht, kjer ga je čuval tamkajšnji škof. V tem času so dali njegovega sina, mladega Henrika, v varstvo freisinškemu škofu Abrahamu iz rodu Goriških grofov in ga, čeprav je bil prvi sin, namenili duhovniškemu poklicu (verjetno na zahtevo cesarja Otona II., ki se je želel na ta način znebiti konkurence v nasledstvu). Teološko izobrazbo je mladi Henrik dobil v stolni šoli v Hildesheimu, tedaj eni najboljših, kjer so mu privzgojili tudi red in strogost meniškega življenja.
Leta 985, po smrti Otona II., je bil Henrikov oče izpuščen iz zapora in vrnjena mu je bila vojvodina Bavarska. Henrik je lahko nadaljeval izobraževanje na Bavarskem, v Regensburgu, pri globoko religioznemu škofu Wolfgangu. Tam se je srečal z idejami o reformi cerkve in meniškega življenja. Leta 994 je bil ob očetu imenovan za sovladarja.

## Bavarski vojvoda
Po očetovi smrti (995) mu je kralj in cesar Oton III. potrdil bavarski fevd in tudi bavarski plemiči so ga z aktom izvolitve priznali za bavarskega vojvodo. Ohranil je dobre odnose z Otonom III., katerega je s svojo vojsko dvakrat spremljal v Italijo. Leta 1001 ga je v Rimu pomagal rešiti iz obleganega položaja na Aventinu, potem pa ga je Oton III. poslal v Nemčijo po vojaško okrepitev.
Leta 1000 ali malo pred tem se je poročil s Kunigundo iz rodu grofov Luksemburških. S to zvezo je okrepil svoj položaj v rensko-lotarinškem prostoru.

## Prizadevanje in pridobitev naslova nemškega kralja
Nepričakovana Otonova smrt, januarja 1002, je v Henriku, tako kot prej pri njegovem dedu in očetu, vzbudila željo po vladarskem prestolu. Hitro se je sporazumel z Otonom Koroškim, ki je bil kot sin hčerke Otona I. sorodstveno bliže umrlemu kralju. Ko je vojaško spremstvo s cesarjevim truplom prispelo na Bavarsko, ga je pospremil do Augsburga, kjer je kot sorodnik pustil pokopati pokojnikovo drobovje v samostanu sv. Ulrika in Afre in prevzel kraljeve insignije. 
Po Otonovem pogrebu v aachenski stolnici se je pokazalo, da mu večina nemških knezov ni naklonjena (verjetno zaradi spomina na njegova prednika) in da sorodstvena bližina ne bo zadostovala za pridobitev prestola. Knezi z zahoda in juga kraljestva so se zavzemali večinsko za bogatega švabskega vojvodo Hermana II., Konradinca, knezi s severovzhoda pa za bojevitega meissenškega mejnega grofa Eckarda I., ki se je izkazal v bojih proti Slovanom in nazadnje v spremstvu Otona III. v Rimu. Na Henrikovo srečo pa je bil slednji že aprila 1002 ubit v povsem osebnem sporu. Henrik je s svojo vojsko previdno obšel sovražne čete Hermana II. Švabskega in ob pomoči nadškofa Viligisa z vojsko vkorakal v Mainz, kjer se je pustil 7. junija 1002 od bavarskih in frankovskih plemičev izvoliti za kralja, na kar ga je majnški nadškof kronal in mazilil. Po neuspešnem vojaškem vdoru v Švabsko (24.-29. junij) je odkorakal v Turingijo, kjer je v zameno za ukinitev stare dajatve dobil podporo tamkajšnjih plemičev. 25. julija so se mu v Merseburgu (neradi) podredili tudi saški plemiči; v zameno je moral slavnostno potrditi volilne kompetence Saške in obljubiti zaščito njihovih deželnih pravic. Potem ko je nadškof Viligis (10. avgusta) kronal in mazilil tudi Henrikovo ženo Kunigundo, so novega vladarja priznali tudi spodnjelotarinški škofje. Na praznik Marijinega rojstva se je usedel v Aachnu na prestol Karla Velikega. Kot zadnji ga je priznal tudi Herman II. Švabski, Henrik pa mu je potrdil kraljevi fevd (1. oktobra).  Spor s schweinfurtskim grofom Henrikom je uredil s silo, na kar so se mu novembra v Regensburgu poklonili tudi Bavarci. 15. januarja 1003 je v Diedenhofenu sklical prvi veliki dvorni zbor. Enotnost kraljestva je bila ohranjena.
A takoj so se pojavile nove težave. V Italiji je mejni grof Ivreje, Arduin, zmagovito odbil prihod Henrikove vojske pod vodstvom Otona Koroškega, na vzhodu pa se je moral Henrik osebno spopasti s poljskim vojvodo Boleslavom I. Hrabrim, ki se je skušal otresti nemške nadvlade in je v času brezvladja zavzel Lužico in Meissen. Ta bojevanja so se potem vlekla praktično skozi vse Henrikovo vladanje. Vmes so prišle še nesoglasja z ženinimi sorodniki, luksemburškimi plemiči. 

## Spopadi s poljskim kraljem Boleslavom Hrabrim (1004-05, 1007-13)
Spopade lahko razdelimo v tri obdobja (v letih 1004-05, 1007-13 in 1015-18), na koncu vsakega od njih sta nasprotnika sklenila mir, v Poznanju, Merseburgu in Budyšinu.
Boleslav Hrabri je od Henrikovega predhodnika, Otona III., dobil številna priznanja, ki so Poljski obetala, da bo postala najmočnejša država na severu Evrope. Zato je bil Boleslav po poklonitvi novemu nemškemu kralju v Merseburgu leta 1002 silno razočaran, ko mu Henrik ni hotel dodeliti v fevd Meissna in obeh Lužic. Nenaklonjenost novemu kralju je še povečal sum, da je bil ta vpleten v zahrbten napad, ki ga je doživel na povratku domov, da si je komaj rešil življenje. Po tem je kar sam z vojsko zavzel obe Lužici ter Meissen.
Henrik se je odzval s potezo, ki je bila za krščanskega vladarja neobičajna in tedaj in kasneje veliko grajana: za veliko noč 1003 je proti krščanskemu poljskemu vladarju sklenil zvezo s poganskimi Lužičani. S tem ni le prenehal z misijonskim delom, ampak je omogočil svojim novim zaveznikom, da so do leta 1018 iztrebili vse osnove krščanstva pri že spreobrnjenih slovanskih plemenih severno od Spodnje Labe; s tem jih je tudi odvrnil od nemškega in jih prepustil danskemu političnemu vplivu.
Spomladi 1003 je Bolesav Hrabri (po smrti češkega vojvode Vladivoja) zavzel tudi Češko in Moravsko. Henrik II. bi mu deželi priznal, če bi jih sprejel kot kraljeve fevde, a je Boleslav ponudbo odklonil. Henriku so se uprli tudi domači knezi pod vodstvom nordgauskega mejnega grofa Henrika Schweinfurtskega; uporu se je pridružil celo Henrikov mlajši brat Bruno. A kralj ni izgubil poguma in razsodnosti. Poleti 1003 je premagal vojsko nordgauskih upornikov. Prodor v Lužico pa se mu ni posrečil.
Čeprav ni dokončal vojne z Boleslavom, je leta 1004 popeljal vojsko v Italijo. Obšel je Arduinove utrdbe na Adiži. Aprila 1003 so ga škofje mest ob reki Brenti prijateljsko sprejeli (Arduin in nasprotniki so se umaknili). 15. maja 1004 se je dal v Paviji izvoliti in kronati za italijanskega kralja (rex Langobardorum). Tedaj je narodnostna mržnja Italijanov do Nemcev izbruhnila v nemire, ki jih je Henrikovo varstvo zaustavilo s požigom mesta. Dogodek je prestrašil tudi druge upornike v Lombardiji in Toskani, da so se potuhnili.

#### 1004-1005
Ne da bi rešil politični položaj v Italiji, se je Henrik junija 1004 vrnil domov in že avgusta preko Rudnega gorovja vdrl na Češko. Ob podpori domačega plemstva je na čelo dežele spet postavil domačo knežjo dinastijo, ki je sprejela nemško nadvlado. Iz Prage se je napotil proti Budyšinu in obkolil mesto, ki se je jeseni predalo.
Po kaznovalnem pohodu v Frizijo in Holandijo, maja 1005 (v teh deželah, ki so spadale v nemško kraljestvo, je pred tem prišlo do nasilja), je poleti uprizoril prvi veliki vojaški pohod naperjen neposredno proti Poljski. Skozi močvirja Spodnje Lužice je preko Odre prodrl do Poznanja. Boleslav, ki ni želel odprtega spopada, se je odrekel svojim osvojitvam in ponudil mir, ki ga je Henrik sprejel.

#### 1007-1013
V letu 1006 je imel Henrik kar nekaj težav v Flandriji. Ko se te še niso končale, je prišlo spomladi 1007 (morda celo na pobudo Lužičanov) do novega spopada s Poljsko.  A čim je moral Henrik, zaradi težav v Flandriji, zapustiti bojišče, je Boleslav spet zavzel obe Lužici. Brez kralja (kateremu večinsko niso bili naklonjeni) se saški plemiči niso hoteli boriti. Henrik se je šele leta 1010 lahko osebno ponovno pojavil vzhodno od Labe, a ga je bolezen kmalu prisilila, da je vojsko zapusti (trpel je za zahrbtnimi kolikami). Ker se je saška vojska brez njega še  naprej le umikala in ker je imel v mislih kronanje v Rimu, je leta 1013 sprejel ponujeni mir: na binkošti mu je Boleslav ceremonialno izročil meč, Henrik pa mu je pustil obe Lužici kot kraljeva fevda.

## Kronanje v Italiji
V Rimu je vladala nemškim cesarjem nenaklonjena plemiška rodbina Crescenzijev, ki je postavljala svoje papeže in preprečevala stike med papežem in Henrikom, ki je želel, da bi ga papež kronal za cesarja. V maju 1012 pa sta v razmaku nekaj dni umrla papež Sergij IV. in glava rodbine Giovanni II. Crescenzio. Na oblast je prišla rivalska rodbina Tuskulskih grofov in iz svojih vrst postavila papeža Benedikta VIII. Tudi Cresceziji so poskušali postaviti svojega papeža Gregorja VI., toda Henrik je podprl Benedikta VIII., ki mu je v zameno ponudil kronanje za cesarja.
Henrik je oktobra 1013 s soprogo, vojsko in prelati odpotoval v Italijo. V Paviji so se mu priključili italijanski cerkveni dostojanstveniki. Arduin, ki je še vedno obvladoval dele severne Italije, je Henriku ponudil, da se odpove italijanski kroni, če lahko obdrži lastno grofijo. Henrik je ponudbo odklonil in preko Ravene nadaljeval pot v Rim. 14. februarja je Benedikt VIII. kronal Henrika in soprogo za cesarja in cesarico Svetega rimskega cesarstva. Novi cesar je obnovil privilegije katoliške cerkve iz časa Otona Velikega. Na sinodi, ki sta je vodila cesar in papež, so odstavili nekaj škofov, obsodili simonijo in se zavzeli za čistost duhovnikov. Henrik je opatijo Bobbio (v pokrajini Piacenzi) povzdignil v škofijo in se vrnil domov. 14. decembra 1015 je umrl Arduin.

## Spopad z Boleslavom (1015-18)
Čeprav je obljubil, Boleslav ni spremljal Henrika na poti v Rim. Henrik je izostanek sprejel kot kršenje dolžnosti in zahteval, da se mu poljski knez na velikonočnem državnem zboru v Merseburgu (1015) opraviči in na ponižujoč način prosi za milost. Da bi to dosegel, je celo nekaj časa kot talca zadrževal Boleslavovega sina Mješka II.  Toda Boleslav se ni odzval. Tako je Henrik poleti 1015 ponovno popeljal vojsko proti Poljski. Ob pomoči Lužičanov (Sasi se pohoda niso hoteli udeležiti) je prodrl do srednje Odre, a na povratku utrpel zelo velike izgube. 
Potem ko je imel leta 1016 opravka v Burgundiji, je leta 1017 poskusil ponovno. S svojimi Bavarci, Čehi, južnimi Sasi in Turingijci je prodrl v srce Šlezije, vendar tudi to pot ni uspel premagati Boleslava. Po neuspešnem obleganju strateško pomembne trdnjave  Niemcza (v Spodnji Šleziji) se je moral vrniti. Boleslav, ki ga je čakalo vojaško posredovanje v Kijevu (v korist njegovega zeta Svjatopolka), je ponudil mir in Henrik ga je sprejel. Na pogajanjih v Budyšinu (30. januarja 1018) so morali Henrikovi pogajalci Boleslavu ponovno potrditi suverenost nad obema Lužicama. Boleslav je bil tedaj na višku svoje moči.

## Delovanje na zahodu cesarstva
Henrikova zveza s Kunigundo, hčerko grofa Sigfrieda I. Luksemburškega, je Henriku pri volitvah za kralja prinesla podporo lotarinških škofov. Računal je, da se bo podpora nadaljevala in je leta 1004 ženinemu najstarejšemu bratu Henriku podelil v fevd vojvodino Bavarsko (kot Henriku V. Bavarskemu). Toda kmalu po tem (1005, 1008) sta se svakova mlajša brata, Theoderich in Adalbero s silo polastila nadškofij Metz in Trier in v sorodstvo vnesla dolgotrajne spore in vojne. V letih 1008-12  ju je Henrik poskušal pregnati z vojsko, a brezuspešno. Podprl ju je tudi starejši brat Henrik Bavarski, zaradi česar mu je kralj vojvodino odvzel. Do pomiritve je prišlo s posredovanjem kölnskega nadškofa šele leta 1017; tedaj je cesar svaku vrnil vojvodino Bavarsko.
Dokaj nekonsistentna je bila Henrikova politika v Flandriji proti Balduinu IV. Flandrijskemu, ki je, ko je postal polnoleten, zavzel ozemlja Cambraia in Valenciennesa, za katera je mislil, da mu pripadajo. Henrik je poleti 1007 skupaj z zahodnofrankovskim kraljem Robertom II. zavzel Gent, na kar se mu je Balduin v Aachnu podredil. Balduin se je kasneje Henriku diplomatsko približal in od njega dobil v fevd Valenciennes in kasneje še (nekdanji otok) Walcheren v Zeelandiji in leta 1020 še druge kraljeve fevde. Postal je prvi grof, ki je bil istočasno vazal francoskega in nemškega kralja.
Henrikov stric po materi, burgundski kralj Rudolf III., je bil brez otrok in je svoje kraljestvo nameraval  zapustiti Henriku. Leta 1006 je skušal Henriku, za začetek, kot podfevd prepustiti mejno mesto Basel, a so se lokalni plemiči temu uprli. Deset let kasneje bi se rad znebil bremena vladanja in prepustil nečaku vse kraljestvo. Henrik je prekinil poljsko vojno in skušal z vojsko dobiti oblast nad ponujenim ozemljem, a se mu ni posrečilo, niti leta 1016 niti leta 1018. Nazadnje je nečak umrl pred stricem.

## Obnovitev vpliva zahodnega cesarstva v Italiji
Med tem ko se je cesar Henrik zagrizeno in dokaj neuspešno bojeval proti Poljakom, je bizantinski cesar Bazilij II. ponovno vzpostavili svoj vpliv v južni Italiji; vojvodini Capua in Salerno sta že sprejeli njegovo suverenost. V tem položaju se je papež Benedikt VIII. osebno napotil preko Alp, da bi cesarju razložil nujnost njegovega posredovanja; obenem je v Bambergu posvetil novozgrajeno baziliko.
Henrik je v dveh najpomembnejših nemških nadškofijah, Mainzu in Kölnu, postavil dva zanesljiva bavarska škofa (Aribo in Pilgrima) in jeseni 1021 odrinil v Italijo s tremi vojaškimi skupinami ki so jih vodili on sam, nadškof Pilgrim in oglejski patriarh Poppo. Vojvodi Capue in Salerna sta se takoj predala. Henrik je vojsko popeljal v severno Apulijo in tam dolgo brez uspeha oblegal bizantinsko trdnjavo Trojo. Zaradi vročine in bolezni v vojski je moral obleganje opustiti. Vseeno pa je uspel vrniti langobardske kneževine pod oblast zahodnega cesarstva, kar je olajšalo tudi dokončno pomiritev v severnejših pokrajinah. V Italiji je uspel uveljaviti cesarsko avtoriteto na enakem nivoju kot Oton I. Veliki.

## Zadnji dve leti
Po povratku iz Italije je Henrik leta 1023 obnovil prijateljsko pogodbo z zahodnofrankovskim kraljem Robertom II. Z njim in z Benediktom VIII. so načrtovali tudi reformski koncil v Paviji. Potem pa sta  v kratkem, en za drugim, umrla papež in cesar in načrt cerkvene reforme je bil pozabljen.
Začetkom leta 1024 se je začelo Henrikovo zdravje vse bolj slabšati. 13. julija 1024 je umrl v kraljevem gradu Grona pri Göttingenu. Pokopan je v babenberški stolnici.
Henrik in Kunigunda nista imela otrok. V začetku septembra so se v Kambi (danes znotraj Riedstadta) zbrali plemiči kraljestva in za novega nemškega kralja izvolili Salijca Konrada II.

## Odnos do cerkve. Bamberška škofija
Henrik je pri vodenju države nadaljeval otonsko politiko opiranja na visoko duhovščino in jo še izpopolnil. Še bolj velikodušno kot predhodniki je cerkvi omogočal dohodke in dodeljeval privilegije. Kadar se mu je zdelo potrebno pa je tudi bolj brezobzirno kot oni, vse do odkrite sekularizacije, postavljal cerkveno imetje v službo države. Na čelo škofij je postavljal dvorne kaplane in svoje zaupnike. Na državnih sinodah, ki so bile med njegovim vladanjem pogoste, je posegal v povsem religiozne zadeve. Dobre odnose je imel z opatom Clunyja, Odilom, toda  reforma samostanov, ki jo je od vsega začetka energično vzpodbujal, še ni dosegla clunyjevskih razsežnosti. Spremembe v samostanih Prüm, Hersfeld, Lorsch, Fulda, Korvey, Reichenau so sledile vzoru opatij Gorze in Sankt Maximin pri Trieru in so v samostansko življenje prinesle več reda in discipline. Zemljiške posesti, ki jih menihi niso potrebovali za preživetje, je Henrik dal na razpolago državi. Tako so imeli nekateri sodobniki Henrika za očeta menihov, drugi za roparja cerkvenega imetja.
Henrik je leta 1004 obnovil v času Otona II. ukinjeno škofijo Merseburg. Od vsega začetka je gojil željo, da bi tudi sam, s svojim imetjem, ustanovil novo škofijo na območju, ki mu je bilo drago iz mladosti, v domačem Bambergu. Bamberg je sicer namenil v last svoji ženi Kunigundi, a tudi ona je imela isto željo in je posest, na veliko jezo sorodstva, prepustila cerkvi. Henrik je v Bambergu dal zgraditi cerkev z dvema kriptama.
Ustanovitev škofije je Henrik utemeljeval z domnevnimi potrebami redko naseljenih Slovanov v porečju Majne in Rednitza; dejansko pa je šlo za postavitev spomenika sebi in ženi. V razliko s škofijami, ki so jih prejšnji vladarji postavljali na še ne osvojenih ozemljih, je nova škofija prevzela četrtino ozemlja škofije Würzburg in dele škofije Eichstätt, zaradi česar so se škofje Henrikovi nameri dolgo časa upirali. Na sinodi v Frankfurtu, 1. novembra 1007, je svojo voljo vendarle uveljavil. Leta 1012, na Henrikov rojstni dan, je bila bamberška cerkev posvečena; leta 1020 jo je počastil s svojim obiskom in blagoslovil tudi papež. Henrik je za preživljanje škofiji podelil številne grofije, ne le v okolici, ampak tudi v Frankovski, Saški, Švabski in Koroški, tako da je bila najbogatejša škofija v Nemčiji.

## Henrikova zgodovinska podoba
Zaradi daril, ki jih je namenil cerkvi, je fantazija menihov po njegovi smrti ustvarila legendo o idealnem pobožnem in skrbnem vladarju, ki je z ženo živel v čistosti in določil boga za svojega dediča (ut deum sibi heredem eligeret). Na osnovi te popačene slike ga je leta 1146 papež Evgen III. proglasil za svetnika.
Kasneje so zgodovinarji podobo svetega Henrika približali realnosti, a so tudi oni Henrikovo vladanje ocenjevali zelo različno. Nekaj časa je veljal za tragičnega kralja, ki je potreboval dvajset let za zlom neposlušnega plemstva. Drugi so mu pripisovali zasluge za ohranitev enotne Nemčije. Nesporno si je Henrik vztrajno in neumorno prizadeval za ohranitev reda in miru, za krepitev države kot zaščitnice vseh in vsega. Politično spretno, resno in predano je, kljub zahrbtni bolezni, skušal izpolnjevati dolžnosti, ki mu jih je narekoval položaj. Z duhovniško izobrazbo se je verjetno najbolje počutil v cerkvenih krogih. Ni bil velik in genialen vladar, častno pa je zaključil obdobje vladanja Liudolfincev.